# Edward White Patterson
Edward White Patterson (* 4. Oktober 1895 in Pittsburg, Crawford County, Kansas; † 6. März 1940 in Weir, Kansas) war ein US-amerikanischer Politiker. Zwischen 1935 und 1939 vertrat er den dritten Wahlbezirk des Bundesstaates Kansas im US-Repräsentantenhaus.

## Werdegang
Edward Patterson besuchte die öffentlichen Schulen seiner Heimat. Während des Ersten Weltkrieges war er als Feldwebel der US Army in Frankreich eingesetzt. Nach seiner Rückkehr studierte er an der University of Chicago. Nach einem anschließenden Jurastudium an der juristischen Fakultät der University of Kansas in Lawrence und seiner im Jahr 1922 erfolgten Zulassung als Rechtsanwalt begann er in Pittsburg in seinem neuen Beruf zu arbeiten.
Patterson war Mitglied der Demokratischen Partei. Zwischen 1926 und 1928 war er Bezirksstaatsanwalt im Crawford County. 1934 wurde er im dritten Distrikt von Kansas in das US-Repräsentantenhaus in Washington, D.C. gewählt. Dort trat er am 3. Januar 1935 die Nachfolge von Harold C. McGugin von der Republikanischen Partei an. Diesen hatte er bei der Wahl geschlagen. Nach einer Wiederwahl im Jahr 1936 konnte er bis zum 3. Januar 1939 zwei Legislaturperioden im Kongress absolvieren.
Bei den Wahlen des Jahres 1938 unterlag Patterson dem Republikaner Thomas Daniel Winter. Danach war er wieder als Anwalt tätig. Edward Patterson starb am 6. März 1940 in Weir und wurde in seinem Heimatort Pittsburg beigesetzt.